# Samuel Shipman
Samuel Shipman (25 dicembre 1881 – New York, 9 febbraio 1937) è stato un commediografo statunitense.

## Biografia
Alcune fonti lo danno nato in Austria all'epoca dell'impero austro-ungarico il 25 dicembre 1881, altre a New York nel 1884 (circa).
Debutta a Broadway nel 1907 dove i suoi lavori vi appaiono rappresentati regolarmente anche dopo la sua scomparsa. Numerose sue opere teatrali sono state adattate per lo schermo.
Muore a New York nel 1937.

## Spettacoli teatrali
- The Spell (16 settembre 1907-29 settembre 1907)
- The Spell (11 maggio 1908-16 maggio 1908)
- Elevating a Husband (22 gennaio 1912 - maggio 1912)
- Children of Today (1º dicembre 1913 - Dicembre 1913)
- Friendly Enemies (22 luglio 1918 - agosto 1919)
- East is West (25 dicembre 1918 - agosto 1920)
- The Woman in Room 13 ( 14 gennaio 1919 - giugno 1919)
- First is Last (17 settembre 1919 - novembre 1919)
- The Rose of China (25 novembre 1919 - 7 gennaio 1920)
- Crooked Gamblers (31 luglio 1920 - ottobre 1920)
- The Unwritten Chapter (11 ottobre 1920 - novembre 1920)
- Nature's Nobleman (14 novembre 1921- gennaio 1922)
- Lawful Larceny (2 gennaio 1922 - giugno 1922)
- The Crooked Square (10 settembre 1923- novembre 1923)
- Cheaper to Marry (15 aprile 1924-giugno 1924)
- No More Women (3 agosto 1926- agosto 1926)
- Crime (22 febbraio 1927- agosto 1927)
- That French Lady (15 marzo 1927-aprile 1927)
- Creoles (22 settembre 1927-16 ottobre 1927)
- Trapped (11 settembre 1928 - settembre 1928)
- Fast Life (26 settembre 1928-ottobre 1928)
- Scarlet Pages (9 settembre 1929-novembre 1929)
- She Means Business (26 gennaio 1931-febbraio 1931)
- Alley Cat (17 settembre 1934- settembre 1934)
- A Lady Detained (9 gennaio 1935- gennaio 1935)
- Behind Red Lights (13 gennaio 1937-...)
- Louisiana Lady (2 giugno 1947-4 giugno 1947)

## Filmografia
- The Woman in Room 13, regia di Frank Lloyd - dal lavoro teatrale (1920)
- East Is West, regia di Sidney Franklin - dal lavoro teatrale (1922)
- L'onesta segretaria (Lawful Larceny), regia di Allan Dwan - dal lavoro teatrale (1923)
- Friendly Enemies, regia di George Melford - dal lavoro teatrale (1925)
- Cheaper to Marry, regia di Robert Z. Leonard - dal lavoro teatrale (1925)
- Schiava della moda (A Slave of Fashion), regia di Hobart Henley - storia (1925)
- Nell'ora suprema (Fast Life), regia di John Francis Dillon - dal lavoro teatrale (1929)
- L'onesta segretaria (Lawful Larceny), regia di Lowell Sherman - dal lavoro teatrale (1930)
- Scarlet Pages, regia di Ray Enright - dal lavoro teatrale (1930)
- The Pay-Off, regia di Lowell Sherman - dal lavoro teatrale Crime (1930)
- L'appello dell'innocente (East Is West), regia di Monta Bell - dal lavoro teatrale (1930)
- Oriente es Occidente di George Melford e Enrique Tovar Ávalos - dal lavoro teatrale (1930)
- Manhattan Parade, regia di Lloyd Bacon - dal lavoro teatrale She Means Business (1931)
- The Woman in Room 13, regia di Henry King - dal lavoro teatrale (1932)
- Il paradiso delle stelle (George White's Scandals), regia di Thornton Freeland, Harry Lachman, George White - storia originale (1934)
- Law of the Underworld, regia di Lew Landers - dal lavoro teatrale Crime (1938)
- Amichevole rivalità (Friendly Enemies), regia di Allan Dwan - dal lavoro teatrale (1942)